# Wappen Württembergs

Stammwappen Württembergs

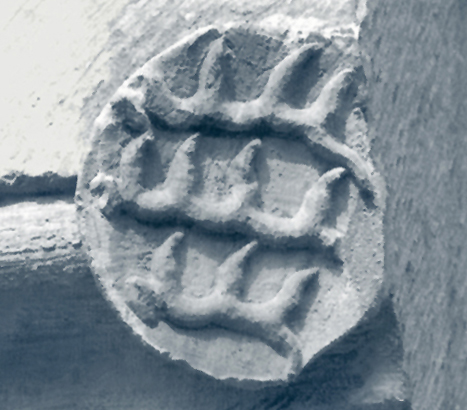
Am steinernen Sockel des Markgröninger Pfarrhauses findet sich das vermutlich älteste, in Stein gemeißelte Württemberger Wappen. Es stammt mutmaßlich von den Grafen von Grüningen (13. Jhdt.), die als Kirchherren im Besitz des hier gelegenen Herrenhofes waren.

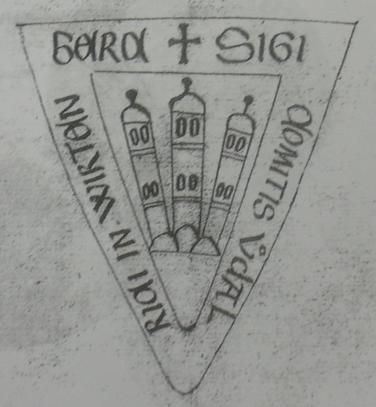
Abweichendes Siegel von 1238 ohne Hirschstangen: Das Unikat zeigt einen Dreiberg mit drei Türmen

Das Wappen Württembergs war bis 1806 in erster Linie das Erkennungszeichen der Mitglieder des Herrscherhauses. Erst nach der Erhebung Württembergs zum Königreich wurde zwischen dem Staatswappen und den persönlichen Wappen der königlichen Familie unterschieden. Im Laufe der Zeit durchlief das Wappen viele Änderungen; diese spiegelten territoriale Zuwächse, Rangänderungen der Herrscher oder Änderungen der Staatsform wider.
Auch wenn die Existenz des Landes Württemberg 1945 endete und es 1952 in Baden-Württemberg aufging, sind die verschiedenen Wappen Württembergs noch immer vielfach an öffentlichen Bauten zu sehen. Die bekanntesten unter ihnen dürften das Stammwappen Württembergs, die beiden Wappen des Herzogtums zwischen 1495 und 1789 sowie das Wappen des Königreichs Württemberg sein.

## Wappen der Grafen von Württemberg (bis 1495)

### Hirschstangen-Wappen
Bis Ende des 12. Jahrhunderts sind Nachrichten über das Geschlecht der Württemberger spärlich. Der erste bekannte Siegelabdruck ist von Graf Konrad I. von (Württemberg-)Grüningen überliefert, der damit 1228 eine Schenkung in Accon besiegelte. Er zeigt bereits das Stammwappen des Hauses Württemberg: drei liegende Hirschstangen übereinander. Es wird angenommen, dass eine Linie der Württemberger das Wappen Ende des 12. Jahrhunderts vom Wappen der Grafen von Veringen übernahm, nachdem Graf Hartmann von Württemberg, der mutmaßliche Vater Konrads, deren Erbtochter geheiratet hatte. Denkbar wäre aber auch, dass erst Konrad das Wappen im Zuge seines Namenswechsels von Württemberg zu Grüningen übernommen hat.
Nach dem Bericht im Clipearius Teutonicorum Mitte des 13. Jahrhunderts führten beide Familien die Hirschstangen in Schwarz auf gelbem Schild. Auch in der Zürcher Wappenrolle um 1330 erscheint das Wappen der Württemberger in dieser Form, während die veringischen Hirschstangen nunmehr rot sind. Die beiden württembergischen Linien, die sich in der Nachfolge Hartmanns gebildet hatten, sind in der Zürcher Wappenrolle durch ihre Helmzier unterschieden: Die jüngere Linie zeigt ein Jagdhorn, die ältere, später ausgestorbene Linie Grüningen-Landau einen Helm mit Pfauenfedern.

#### Ein Siegel als „Ausreißer“
Nicht in dieses Bild passt ein Siegel aus dem Jahr 1238, das aus einer nur in Abschrift erhaltenen Urkunde bekannt ist und auf einem Dreiberg drei Türme zeigt. Wegen der spärlichen Überlieferung bleiben seine genauen Hintergründe im Dunkeln; es wird angenommen, dass es infolge der Heirat Ludwigs II., dem Vater Hartmanns, mit der Tochter des Grafen von Kirchberg von diesem übernommen wurde. Jedenfalls scheint es nur kurzfristig in Gebrauch gewesen zu sein, da von ihm keine weiteren Überlieferungen bekannt sind. Stattdessen entwickelten sich die Hirschstangen zum württembergischen Stammwappen und waren bei allen nachfolgenden Wappenänderungen an prominenter Stelle vertreten.

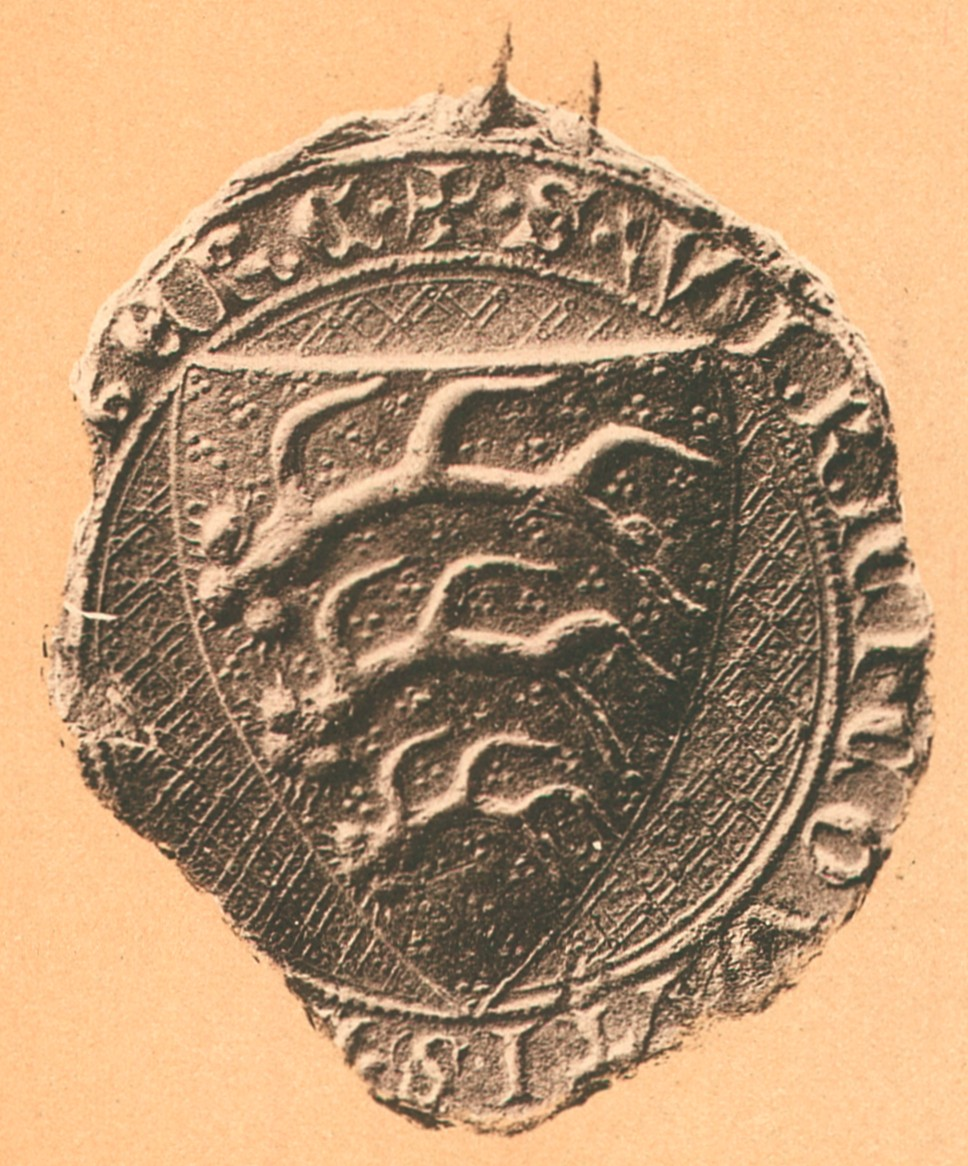
Siegel Graf Ulrichs I. von Württemberg (1259)
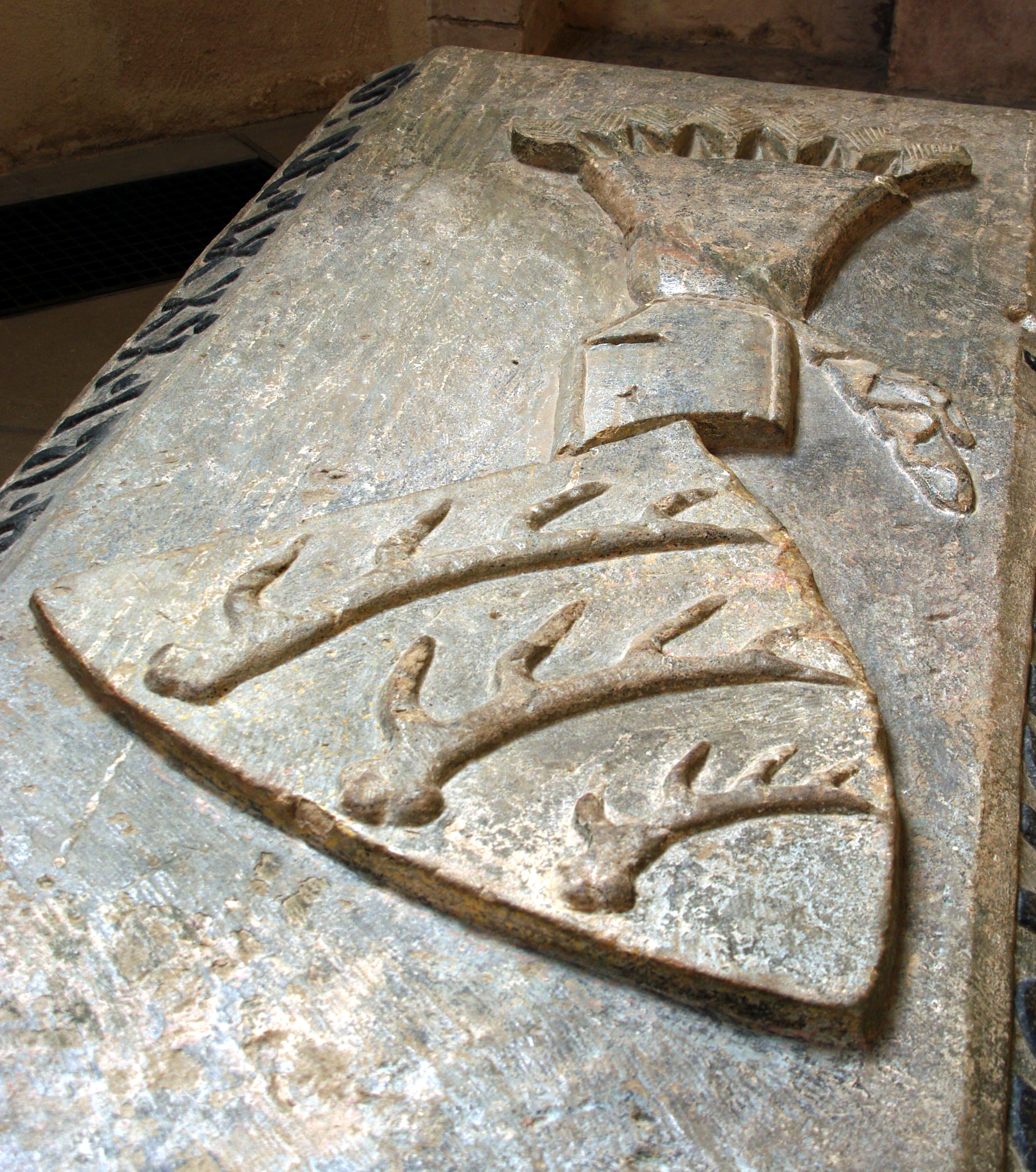
Grabplatte des Grafen Hartmann III. von Grüningen († 1280) in Markgröningen
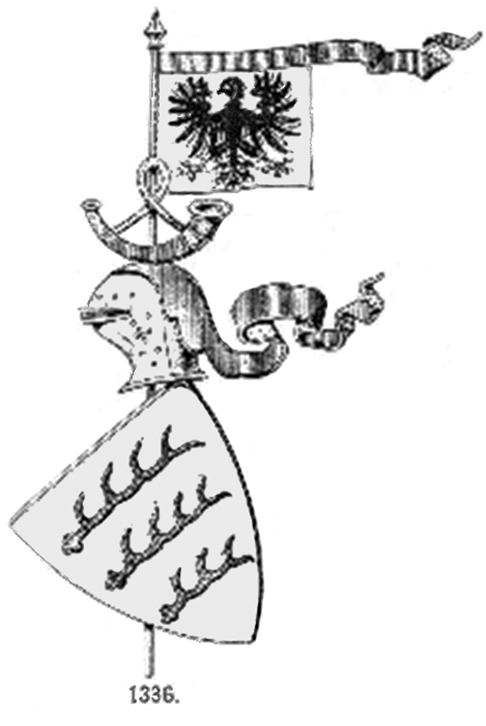
Wappen Graf Ulrichs III. mit der 1336 zusammen mit Grüningen erworbenen Reichssturmfahne
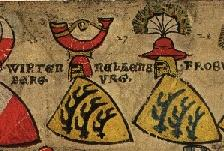
Württemberg und Nellenburg in der Zürcher Wappenrolle
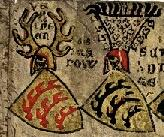
Veringen und Landau in der Zürcher Wappenrolle

### Mömpelgard und die württembergische Teilung im 15. Jahrhundert
Eine erste Änderung des Wappenbilds ergab sich Mitte des 15. Jahrhunderts, nachdem Eberhard IV. 1407 Henriette von Mömpelgard geheiratet hatte. Durch die dort zulässige weibliche Erbfolge fiel nach ihrem Tod 1444 das linksrheinische Mömpelgard an ihren Sohn Ludwig I. aus der Uracher Linie, die sich kurz zuvor von der Stuttgarter Linie unter Ulrich V. abgespalten hatte. Die Uracher Grafen führten ab diesem Zeitpunkt ein geviertes Wappen, wobei im 1. und 4. Feld die Hirschstangen standen und im 2. und 3. Feld das Wappen Mömpelgards, in Rot zwei pfahlweis abgekehrte goldene Barben. Das Wappen der Stuttgarter Grafen änderte sich zunächst nicht. Erst im Uracher Vertrag von 1473 vereinbarten beide Linien, sich fortan „Grafen von Württemberg und Mömpelgard“ zu nennen und das entsprechende Wappen zu führen.

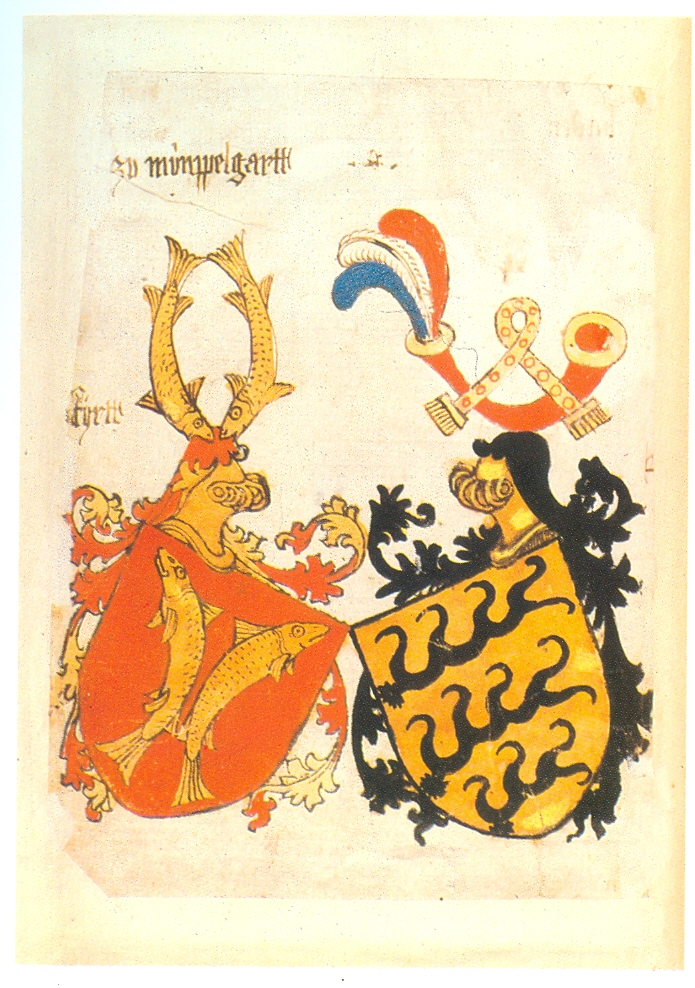
Getrennte Wappen Mömpelgard und Württemberg im Ingeram-Codex, 1459
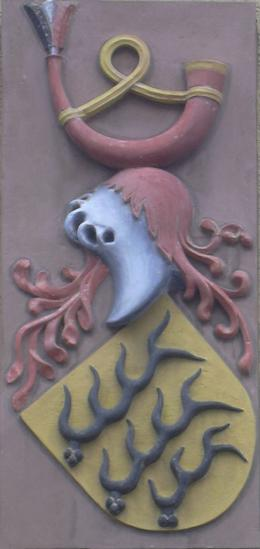
Wappen Graf Ulrichs V. von Württemberg-Stuttgart in Waiblingen
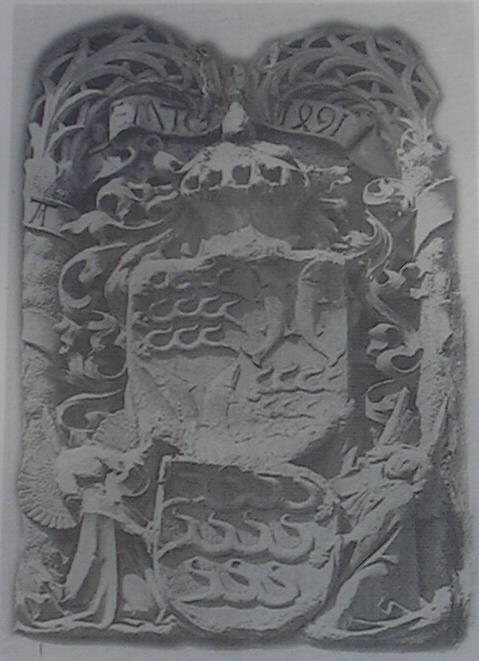
Wappen Graf Eberhards V. von 1491, ebenfalls in Waiblingen

## Wappen der Herzöge von Württemberg (1495 bis 1803)

### Vierteiliges Wappen (1495 bis 1705)
Eberhard im Bart erreichte auf dem Reichstag zu Worms im Jahr 1495 die Erhebung der inzwischen wiedervereinigten Grafschaft zum Herzogtum Württemberg. Aus diesem Anlass nahm er ein neues, geviertes Wappen an, das im ersten Feld die Hirschstangen, im vierten Feld die Barben zeigte. Das zweite Feld war diagonal von Gold und Schwarz gerautet, wobei es sich um das Wappen der ausgestorbenen Herzöge von Teck handelte. Deren Stammbesitz hatten die Württemberger bereits im 14. Jahrhundert erworben, weshalb Kaiser Maximilian Eberhard erlaubt hatte, Titel und Wappen eines Herzogs von Teck zu führen. Die Reichssturmfahne im dritten Feld erinnerte daran, dass die Württemberger das Amt eines Reichsbannerträgers innehatten. Diese (eher symbolische) Würde, die mit dem Besitz von Markgröningen verbunden war, war Graf Ulrich III. 1336 verliehen worden.
Dieser Wappenschild behielt 210 Jahre lang seine Gültigkeit. Im Vollwappen wurden ihm zunächst zwei Helmzieren aufgesetzt, das bereits zuvor verwendete rote Jagdhorn sowie die tecksche Helmzier, ein gold-schwarz gerauteter Bracken-Rumpf, womit die beiden Herzogstitel nochmals betont wurden. Eberhard im Bart setzte in seinem Siegel als persönliche Beizeichen noch eine Palme und seinen Wahlspruch „Attempto“ (Ich wag's) hinzu, die auf seine Pilgerreise nach Jerusalem hinwiesen. Eberhards Nachfolger als Herzöge ersetzten diese durch ihre eigenen Beizeichen, ließen das Wappen aber sonst unverändert.
Als Herzog Ulrich 1519 aus seinem Land vertrieben wurde, übernahm Österreich die Herrschaft. Der als Gouverneur eingesetzte Erzherzog Ferdinand schuf zu diesem Zweck ein neues Wappen. Dieses war geviert, wobei alle Felder nochmals gespalten waren: im 1. und 4. Feld der österreichische Bindenschild und die blau-gelben Schrägbalken von Burgund, im 2. und 3. Feld Hirschstangen und Rauten von Württemberg bzw. Teck. Im goldenen Herzschild stand ein schwarzer Adler, der z. T. nochmals einen Brustschild mit dem Wappen Österreich/Burgunds trug.
Mit der Rückkehr Herzog Ulrichs 1534 verschwand dieses Wappen. Ulrich erhielt sein Gebiet im Kaadener Vertrag aber nur als österreichisches Afterlehen zurück, und auch als Herzog Friedrich I. 1599 die Rückwandlung Württembergs in ein Reichslehen erkaufte, wurde den Habsburgern eine Anwartschaft auf das Land eingeräumt für den Fall, dass das Haus Württemberg in männlicher Linie aussterben sollte. Als Zeichen dieses Anspruchs wurden die Hirschstangen weiterhin im Wappen der Erzherzöge von Österreich geführt und erschienen selbst 1804 noch im großen Wappen des Kaisertums Österreich. Erst 1805 beendete der Friede von Pressburg die österreichischen Ansprüche.

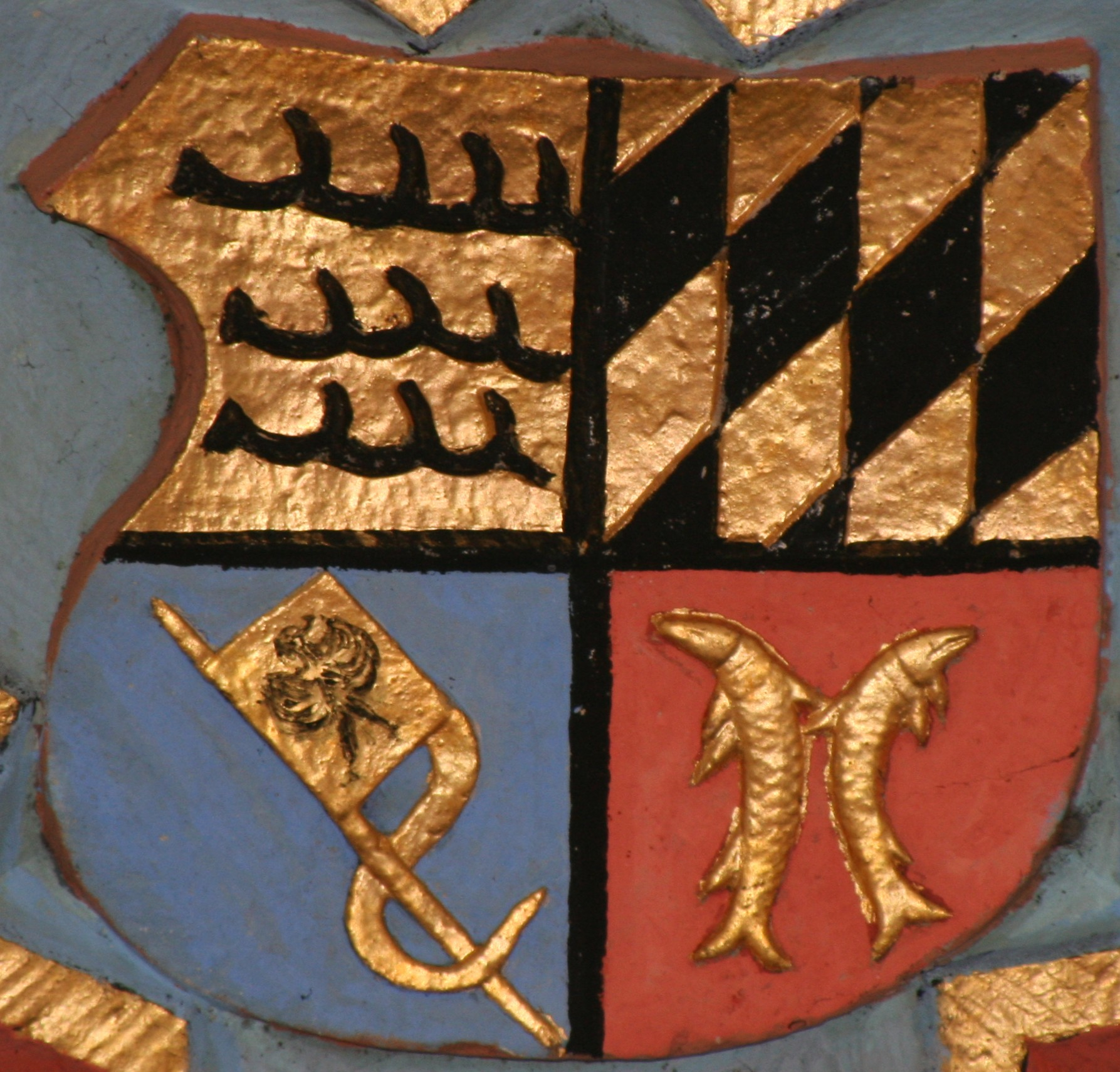
Schlussstein der Johanneskirche in Weinsberg von 1510
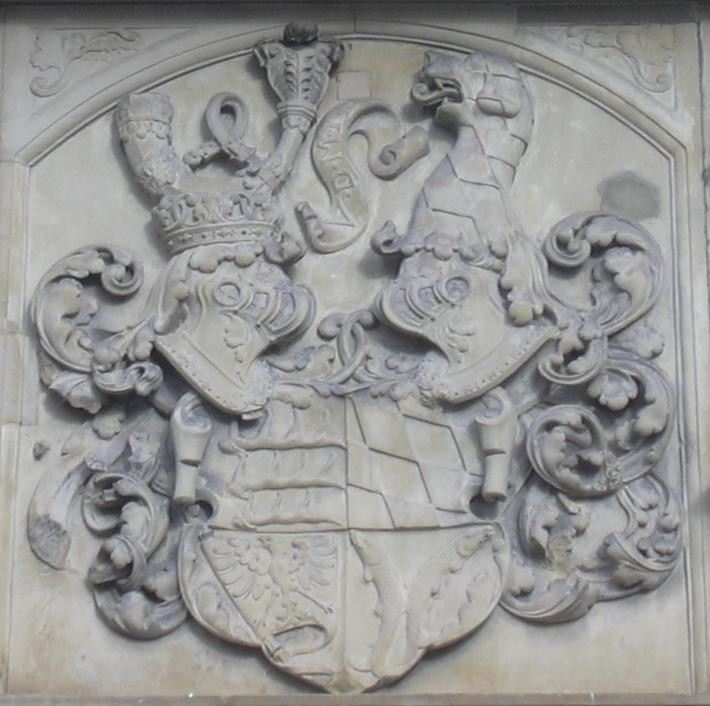
Wappen aus der Zeit Herzog Ulrichs an der Alten Kanzlei in Stuttgart
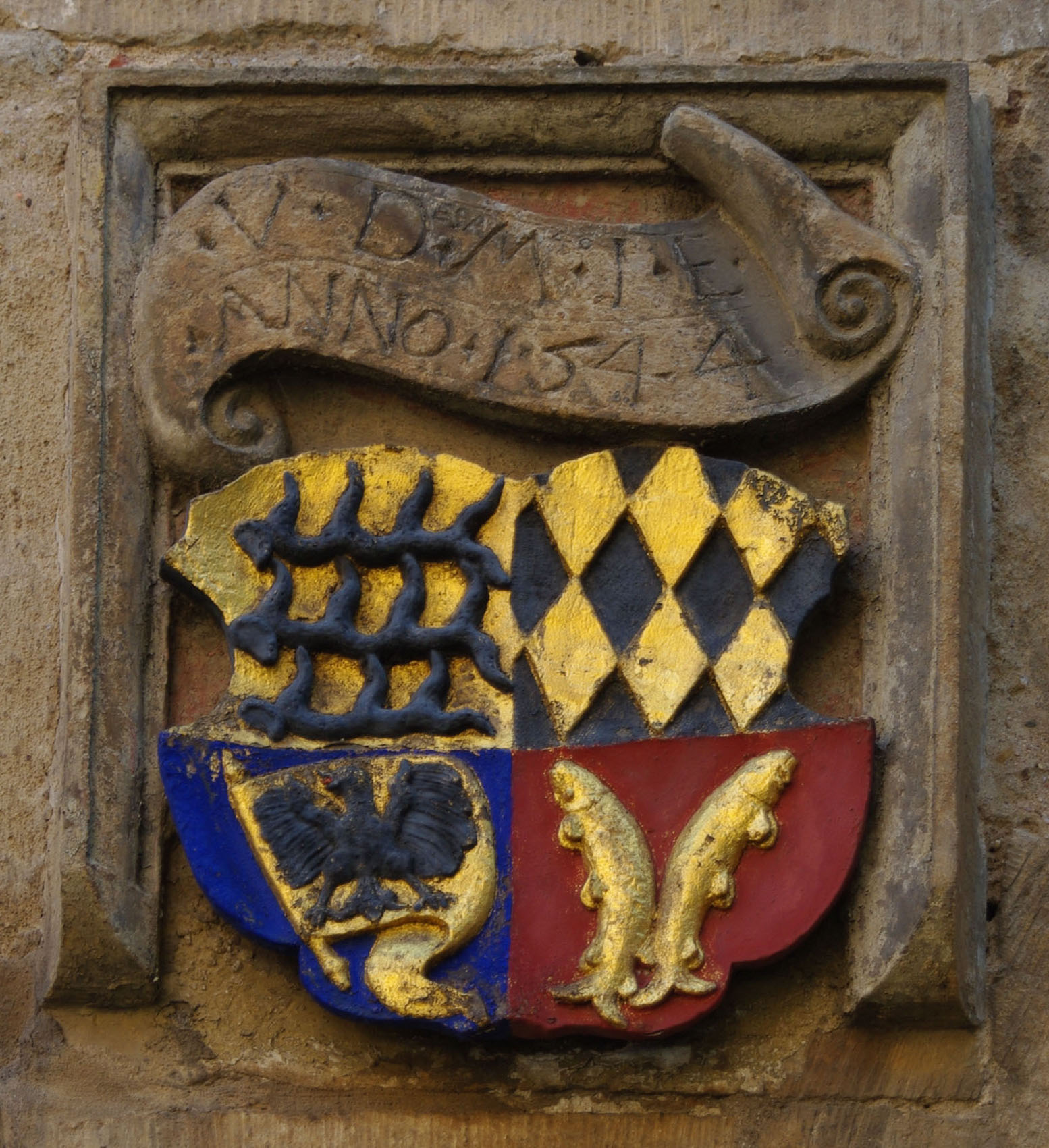
Wappen und Wahlspruch Herzog Ulrichs am 1544 fertiggestellten Pfarrhaus in Markgröningen
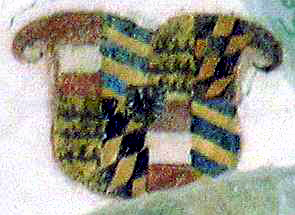
Österreichisches Regentschaftswappen im Kloster Lorch
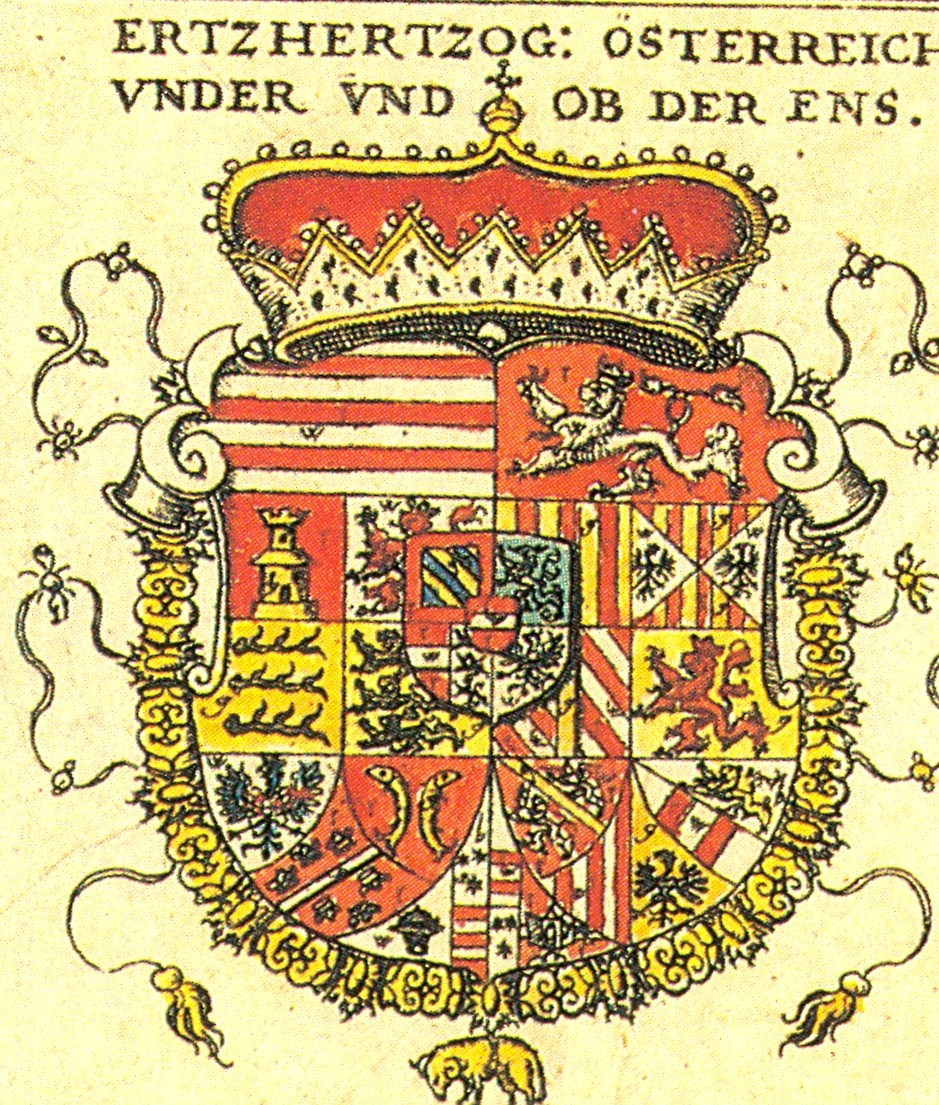
Wappen des Erzherzogs von Österreich mit Hirschstangen und Barben von Mömpelgard

Die Linie Württemberg-Mömpelgard, deren linksrheinisches Gebiet nicht in das Herzogtum miteinbezogen worden war, führte zunächst das alte gräfliche Wappen weiter. Als jedoch die Stuttgarter Linie des Hauses ausstarb und Friedrich I. aus der Mömpelgarder Linie 1593 Herzog wurde, übernahm er das herzogliche Wappen und ergänzte es durch eine dritte Helmzier in Form eines rotgekleideten Frauenrumpfs mit zwei Fischen anstelle der Arme; dieses war die Helmzier der Grafen von Mömpelgard. Unter den Nachkommen Friedrichs entstanden mehrere Seitenlinien des Hauses. Die meisten von ihnen führten das Familienwappen ohne weitere Unterscheidungsmerkmale, lediglich die 1648 durch Herzog Silvius Nimrod entstandene Seitenlinie Württemberg-Oels ergänzte es durch einen Herzschild mit dem schlesischen Adler.

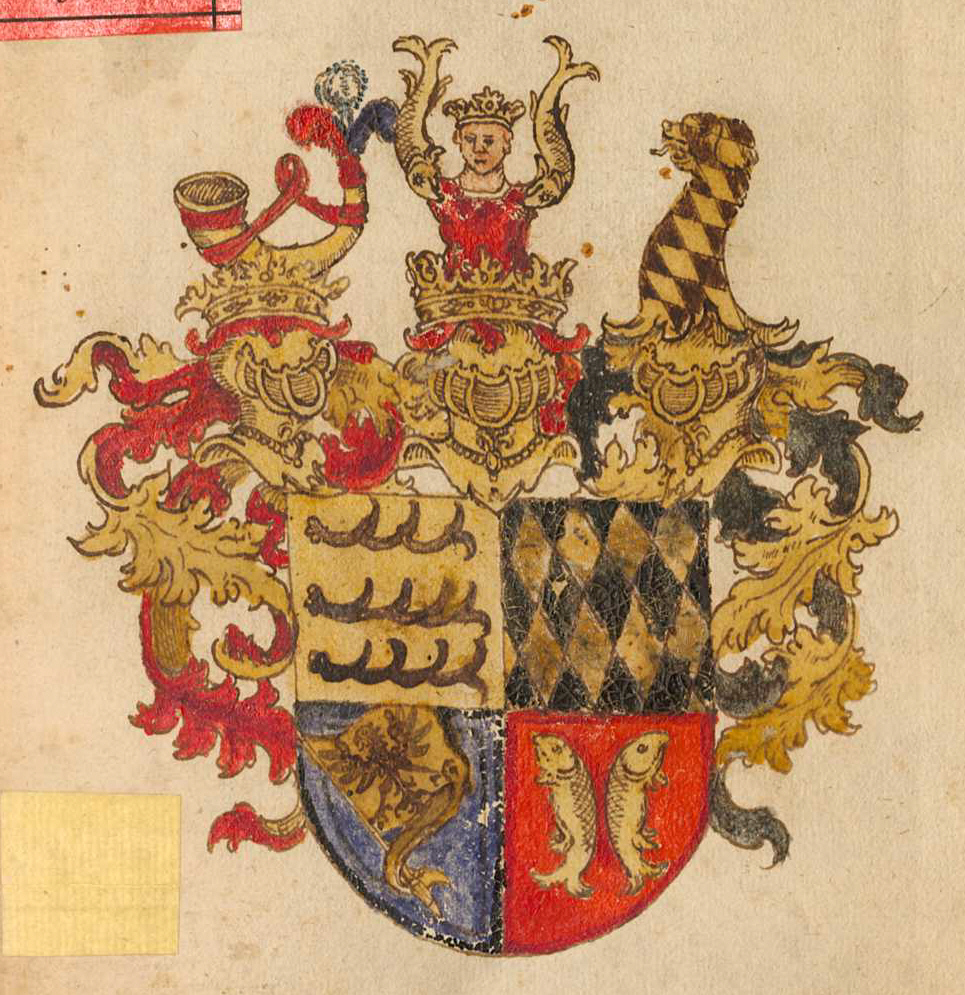
Wappen Friedrichs I. in einem Wappenbuch, das die Wappen der Besucher des Regensburger Reichstags von 1594 zeigt
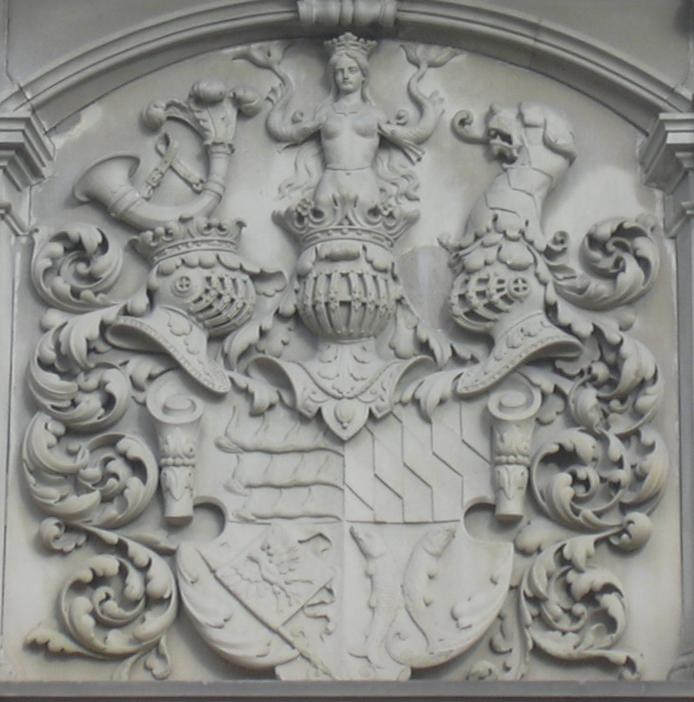
Wappen aus der Zeit Herzog Friedrichs I. an der Alten Kanzlei in Stuttgart
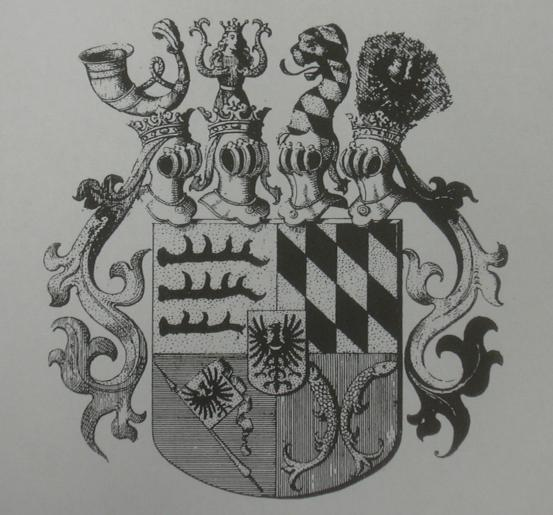
Wappen der Herzöge von Württemberg-Oels
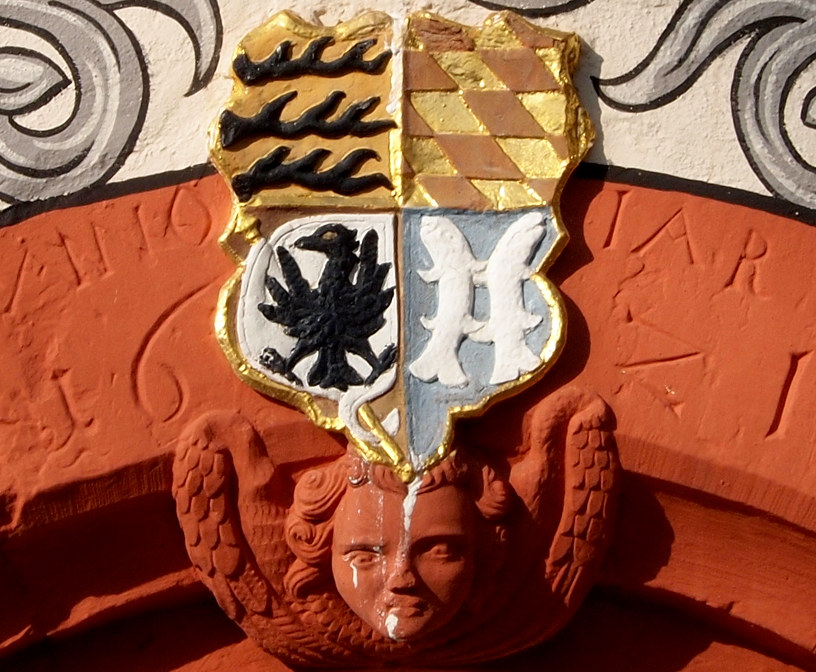
Wappen von 1621 an der Kirche in Diefenbach

### Vierteiliges Wappen mit Herzschild (1705 bis 1789)
Die nächste Änderung des Wappenschilds ergab sich unter Herzog Eberhard Ludwig. Anlass war ein Streit über das Amt des Reichsbannerträgers, welches Württemberg durch die Kurfürsten von Hannover streitig gemacht wurde (siehe auch Artikel Erzamt). Nachdem Württemberg den Streit für sich entschieden hatte, wurde das Wappen 1705 geändert. Die ursprüngliche Absicht, die Reichssturmfahne stärker herauszustellen, wurde jedoch aufgegeben. Stattdessen wurden die Hirschstangen in einen Herzschild gesetzt, die übrigen Felder rückten auf, und ins vierte Feld kam in Gold ein rotgekleideter Mannsrumpf („Heidenkopf“), das Wappen der Stadt und Herrschaft Heidenheim, die Württemberg seit 1536 besaß. Die Zahl der Helme wurde auf fünf erhöht, so dass nun jedem Feld eine Helmzier entsprach. Wegen der komplizierten Gestaltung wurden diese Helmzieren auch oft weggelassen und durch einen Herzogshut ersetzt.

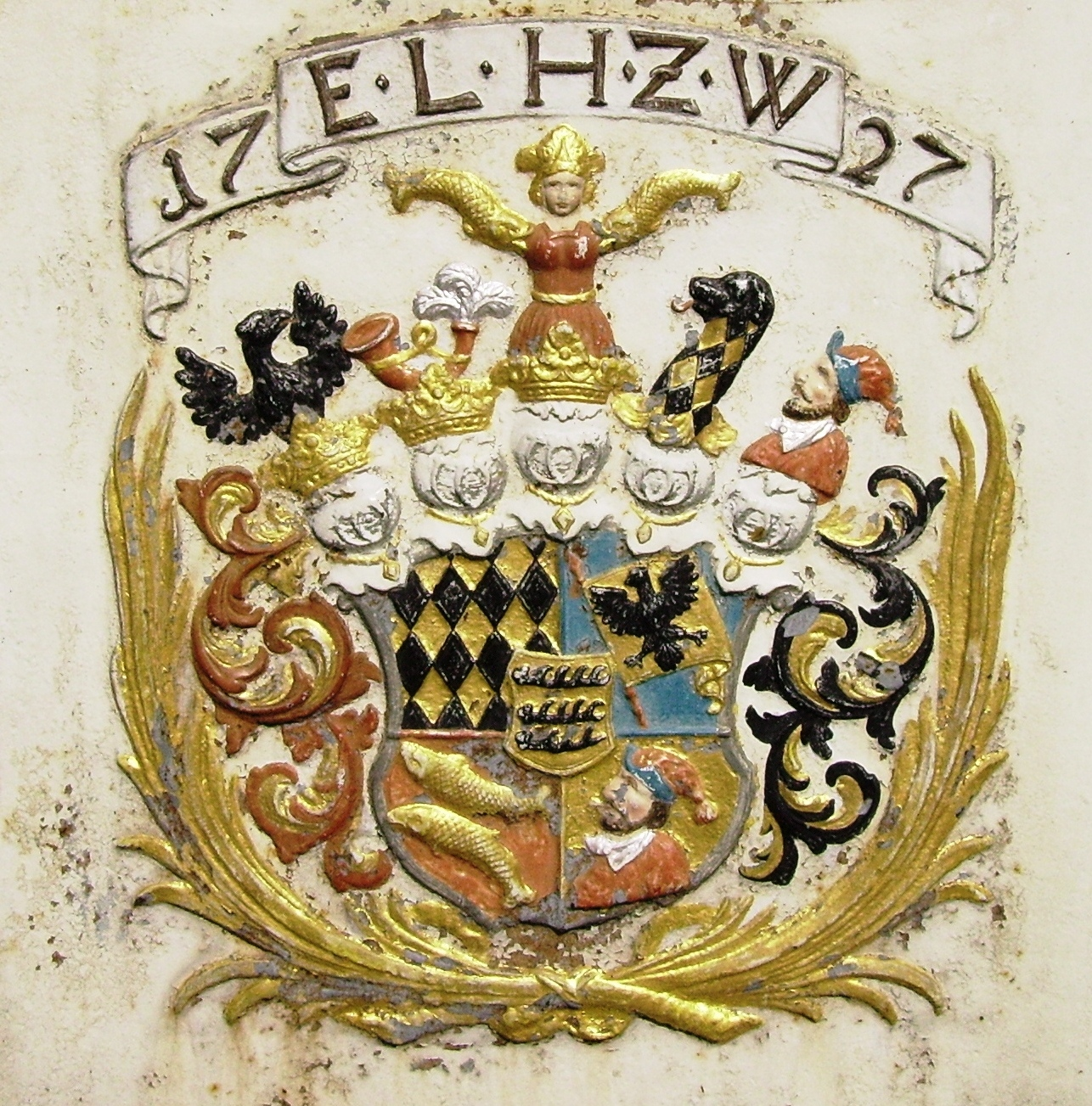
Wappen Herzog Eberhard Ludwigs am Röhrenbrunnen in Feuchtwangen 1727
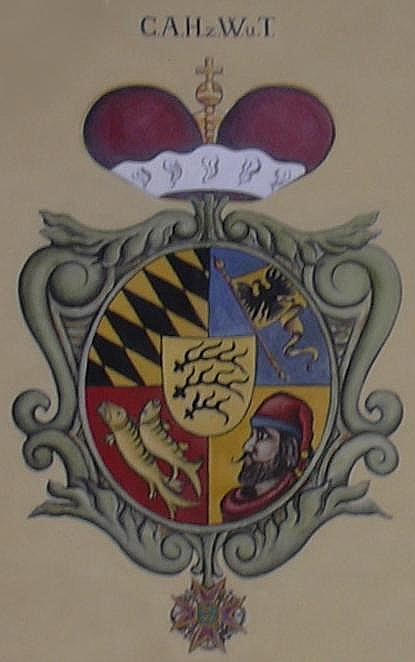
Darstellung des Wappens von Herzog Karl Alexander am Marbacher Stadttor
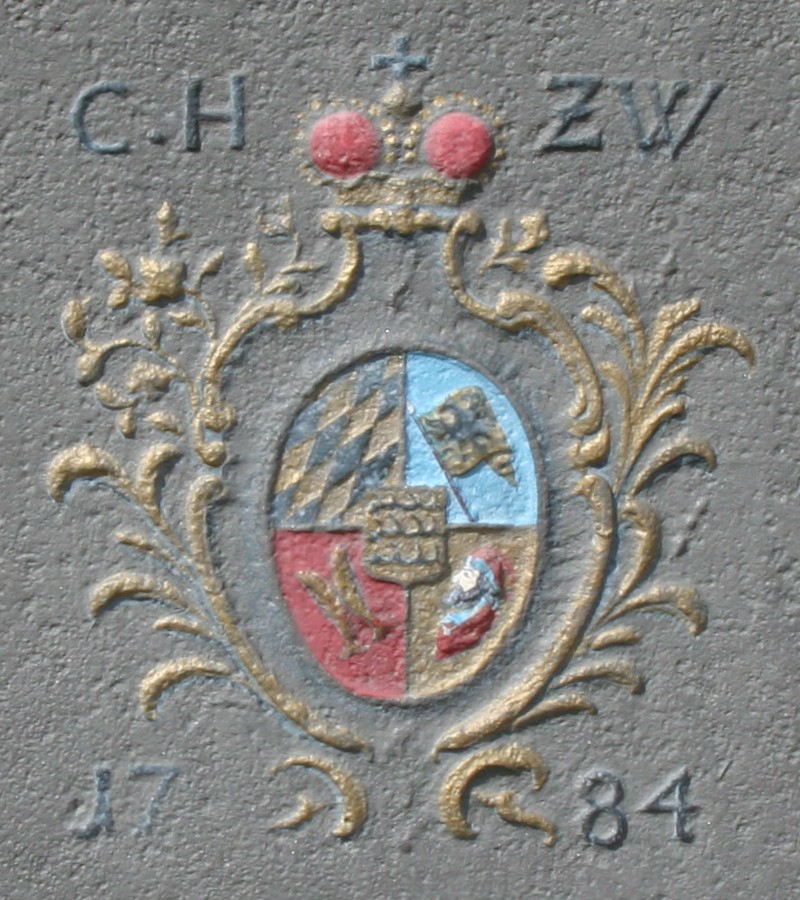
Wappen Herzog Carl Eugens am Röhrbrunnen in Eberstadt

### Die Wappenänderung von 1789
Mehrere Gebietserwerbungen durch Herzog Carl Eugen sollten 1789 zu einer erneuten Wappenänderung führen. Zunächst brachte der Erwerb der Herrschaft Justingen 1751 zusätzliche Stimmrechte im Schwäbischen Kreistag sowie im schwäbischen Grafenkollegium des Reichstags. Ein 1780/82 erworbener Teil der Grafschaft Limpurg brachte die Mitgliedschaft im fränkischen Grafenkollegium, und 1784/85 kaufte Carl Eugen noch die Herrschaft Bönnigheim. Zwei Jahre später brachte der Herzog erstmals den Wunsch zum Ausdruck, diese Zuwächse auch heraldisch zu verewigen. Die Verhandlungen zogen sich jedoch hin, und erst am 2. Dezember 1789 wurde per herzoglichem Befehl das neue Wappen festgelegt. Darin war Bönnigheim als „bloßes Stadtwappen“ nicht berücksichtigt, stattdessen war der Schild geteilt und zweimal gespalten mit Herzschild. Die neuen Felder waren: in Blau ein silberner Dornenschrägbalken (Justingen) bzw. geviert, im 1. und 4. Feld in Rot vier silberne Spitzen, im 2. und 3. Feld in Blau fünf (3:2) silberne Streitkolben (Limpurg). Bekrönt wurde das Wappen von insgesamt sieben Helmen, einem für jedes Feld, mit entsprechenden Helmzierden, und erstmals war das ganze Arrangement in einen Wappenmantel gesetzt. 
Wegen der bekanntgewordenen Absicht des Herzogs, das Bönnigheimer Wappen zu berücksichtigen, und der mehrjährigen Verzögerung bis zur Annahme des neuen Wappens entstand Unsicherheit über seine tatsächliche Gestaltung. Schon vor 1789 schufen sich mehrere Prinzen des Hauses neue Siegel, und die königlichen Eisengießereien fertigten u. a. Brunnenwände mit anderen Schildeinteilungen, in denen auch Bönnigheim vorkam. Diese Sachlage macht es erklärlich, dass dieser Abschnitt der württembergischen Wappengeschichte auch in Fachwerken oft falsch dargestellt wird.

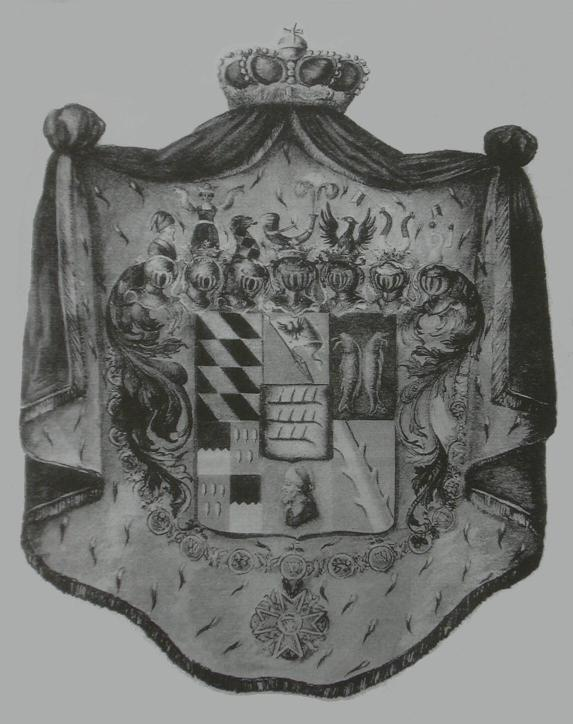
Herzogliches Wappen ab 1789
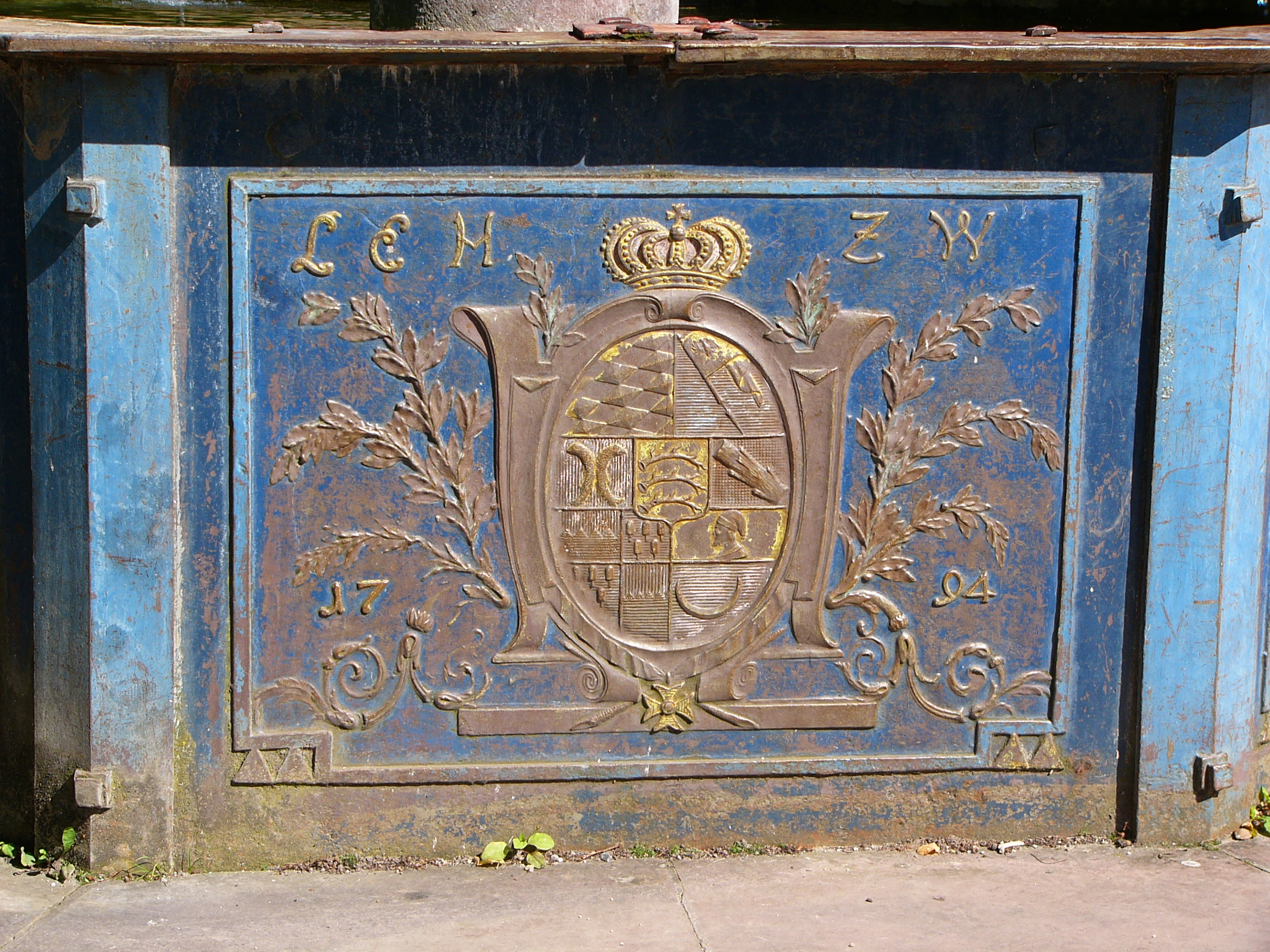
Abweichende Darstellung im Kloster Maulbronn: Herzog Ludwig Eugen, 1794

## Kurfürstliches Wappen (1803 bis 1806)
Durch den Reichsdeputationshauptschluss von 1803 erlangte Württemberg die Kurwürde sowie beträchtliche Gebietszuwächse. Aus diesem Anlass wurde das Wappen wieder erweitert, wobei der nun gespaltene Herzschild mit seiner vorderen Hälfte (Reichssturmfahne) das mit der Kurwürde verbundene Erzbanneramt besonders hervorhob. An neuen Feldern kam die Fürstpropstei Ellwangen (in Silber eine goldene Inful) hinzu, die auf den Sitz der neuwürttembergischen Regierung in Ellwangen hinwies, ebenso die vormalige, mit großem Territorium ausgestattete Reichsstadt Hall (geteilt, oben in Rot ein goldenes Kreuz, unten in Gold eine silberne Schwurhand), ein Reichsadler für die übrigen annektierten Reichsstädte sowie ein blanker „Warteschild“, der die Hoffnung auf weitere Gebietsgewinne widerspiegelte. Bemerkenswert ist, dass die Mömpelgarder Barben weiterhin im Wappen vertreten waren, obwohl die Grafschaft von Frankreich annektiert worden war; die zwei Fische wurden nun als redendes Symbol für die an Württemberg gefallene Reichsabtei Zwiefalten interpretiert. Die Helmzierden fielen allesamt weg, der Schild stand nur noch in einem Wappenmantel mit Kurfürstenkrone.
Wegen der kleinteiligen und komplizierten Gestaltung dieses Wappens wurde gelegentlich auch nur dessen Herzschild dargestellt, z. B. über dem Portal des Prinzenbaus am heutigen Stuttgarter Schillerplatz. Auch Inbesitznahmeplaketten, die in den neuerworbenen Gebieten an öffentlichen Gebäuden angenagelt wurden, hatten die einfache Form, wie das hier abgebildete unberechtigterweise im Fürstentum Hohenzollern angebrachte Exemplar.

Kurfürstliches Wappen
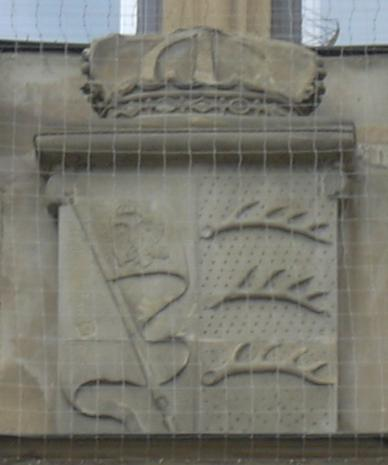
Herzschild am Prinzenbau in Stuttgart
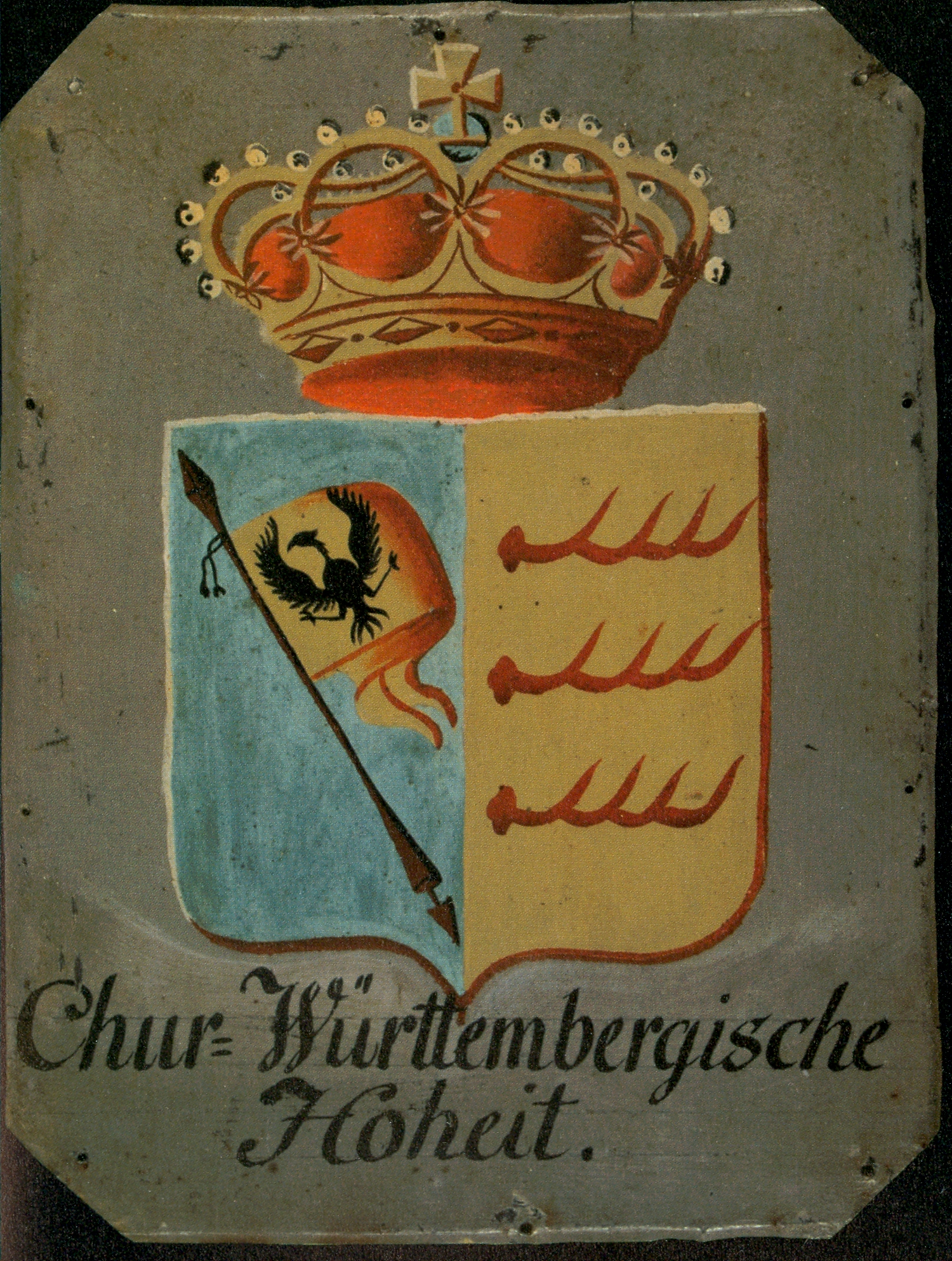
Kurfürstliche Hoheitstafel (vom Herzschild abgeleitet)
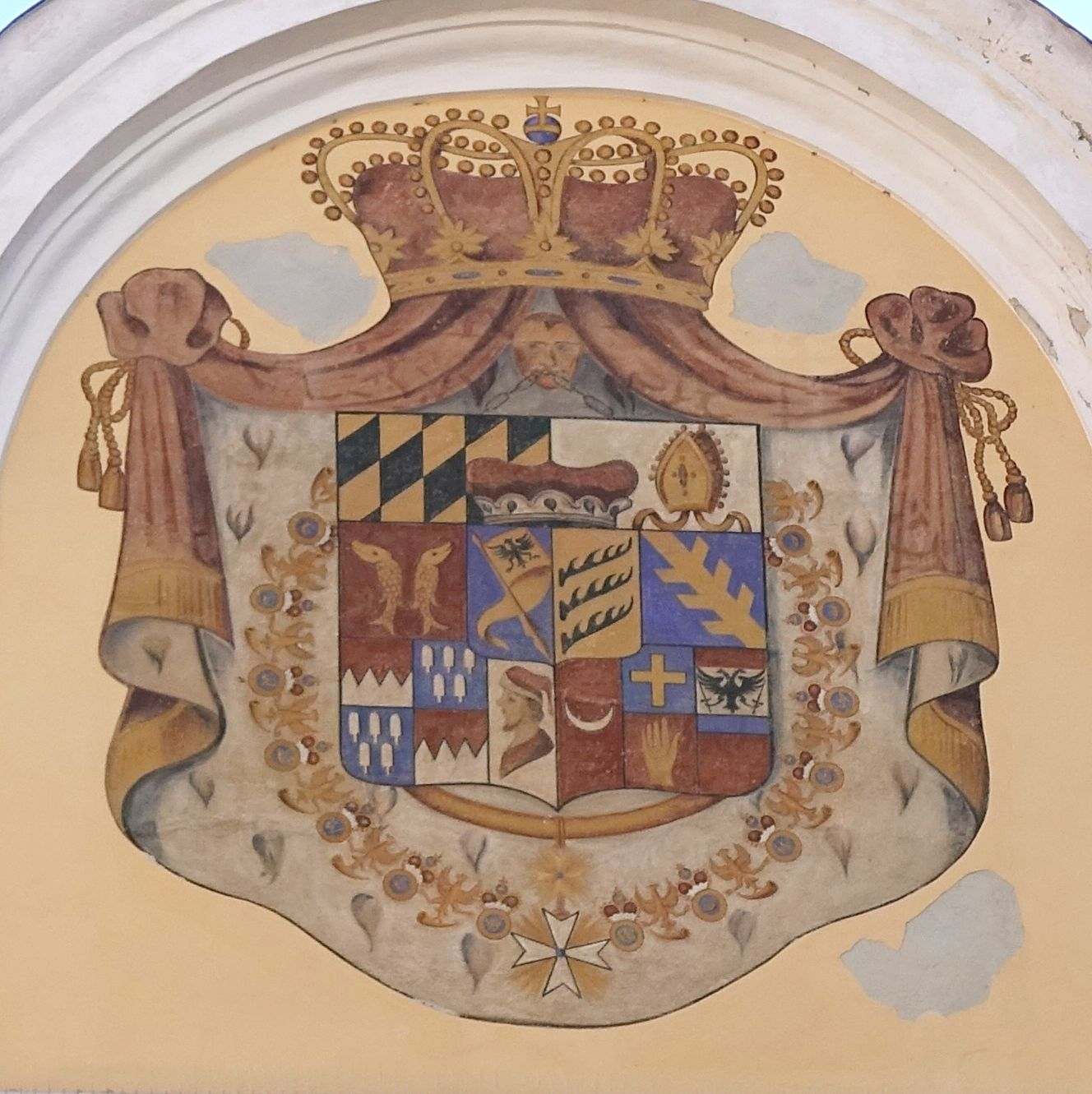
Kurfürstliches Wappen im Innenhof des Schlosses ob Ellwangen

## Wappen des Königreichs Württemberg (1806 bis 1918)

### Das Wappen von 1806 bis 1817
Im Ende 1805 abgeschlossenen Pressburger Frieden erhielt Württemberg vorderösterreichische Gebiete in Oberschwaben und wurde zum Königreich erhoben, zunächst jedoch ohne aus dem Heiligen Römischen Reich auszuscheiden. (Dieser Schritt erfolgte erst ein halbes Jahr später mit der Gründung des Rheinbunds.) Offiziell verkündet wurde die Annahme der Königswürde durch Friedrich I. am 1. Januar 1806. Mit dieser Rangerhöhung war (wie nicht anders zu erwarten) wieder ein neues Wappen fällig, das jedoch im Unterschied zu früher ein Staatswappen war – als persönliches Wappen behielt Friedrich das kurfürstliche Wappen mit der (lateinischen) Umschrift „Friedrich von Gottes Gnaden König von Württemberg“.
Die bedeutendsten Änderungen am Wappenschild waren die Hinzufügung zweier Felder sowie die Änderung des Herzschilds. Die neuen Felder repräsentierten dabei nicht etwa die neu erworbenen Gebiete, sondern griffen alte, lange erloschene Titel wieder auf. Im gespaltenen und gekrönten Herzschild standen nun neben den Hirschstangen drei Löwen, das Wappen der Staufer, die bis zu ihrem Aussterben im 13. Jahrhundert Herzöge von Schwaben gewesen waren. Mit dieser Symbolik machte König Friedrich seinen Anspruch auf die Nachfolge der Staufer als Herrscher Schwabens deutlich; er nannte sich zunächst „Fürst zu Schwaben“, später „souveräner Herzog in Schwaben“ und hoffte (letztlich vergebens), sein Reich bei der absehbaren nächsten Mediatisierungs-Runde auf den Umfang des alten Herzogtums ausbauen zu können, d. h. inklusive Badens, Teilen der Schweiz und der Gebiete bis zum Lech. Prominent in der ersten Reihe des Hauptschilds war das Wappen der Pfalzgrafen von Tübingen hinzugekommen (in Gold eine rote Kirchenfahne), obwohl deren Gebiete schon seit dem 14. Jahrhundert zu Württemberg gehört hatten und im alten Herzogtum inbegriffen waren; dies entsprach dem Titel eines „Landgrafs zu Tübingen“, den Friedrich 1803 angenommen hatte.
Erstmals traten in diesem Wappen Schildhalter auf, und zwar entsprechend dem Herzschild ein schwarzer Löwe sowie ein goldener Hirsch, die beide zusätzlich eine Reichssturmfahne hielten zum Zeichen des (zu diesem Zeitpunkt noch immer beanspruchten) Erzbanneramts. Damit verbunden führt Friedrich immer noch den Nebentitel Graf zu Gröningen. Der Wappenmantel wurde nun mit einer Königskrone abgeschlossen.
Mit diesem Wappen war der Höhepunkt der Formenvielfalt in der württembergischen Wappengeschichte erreicht. Wie schon zuvor wurde es in Darstellungen oft auf den Herzschild reduziert, so z. B. in der Verlagsvignette des Hof- und Kanzleidruckers Cotta. Die bald darauf folgenden Gebietserweiterungen von 1806 und 1810 fanden keinen Niederschlag in der Staatsheraldik.

Königliches Wappen 1806–1817
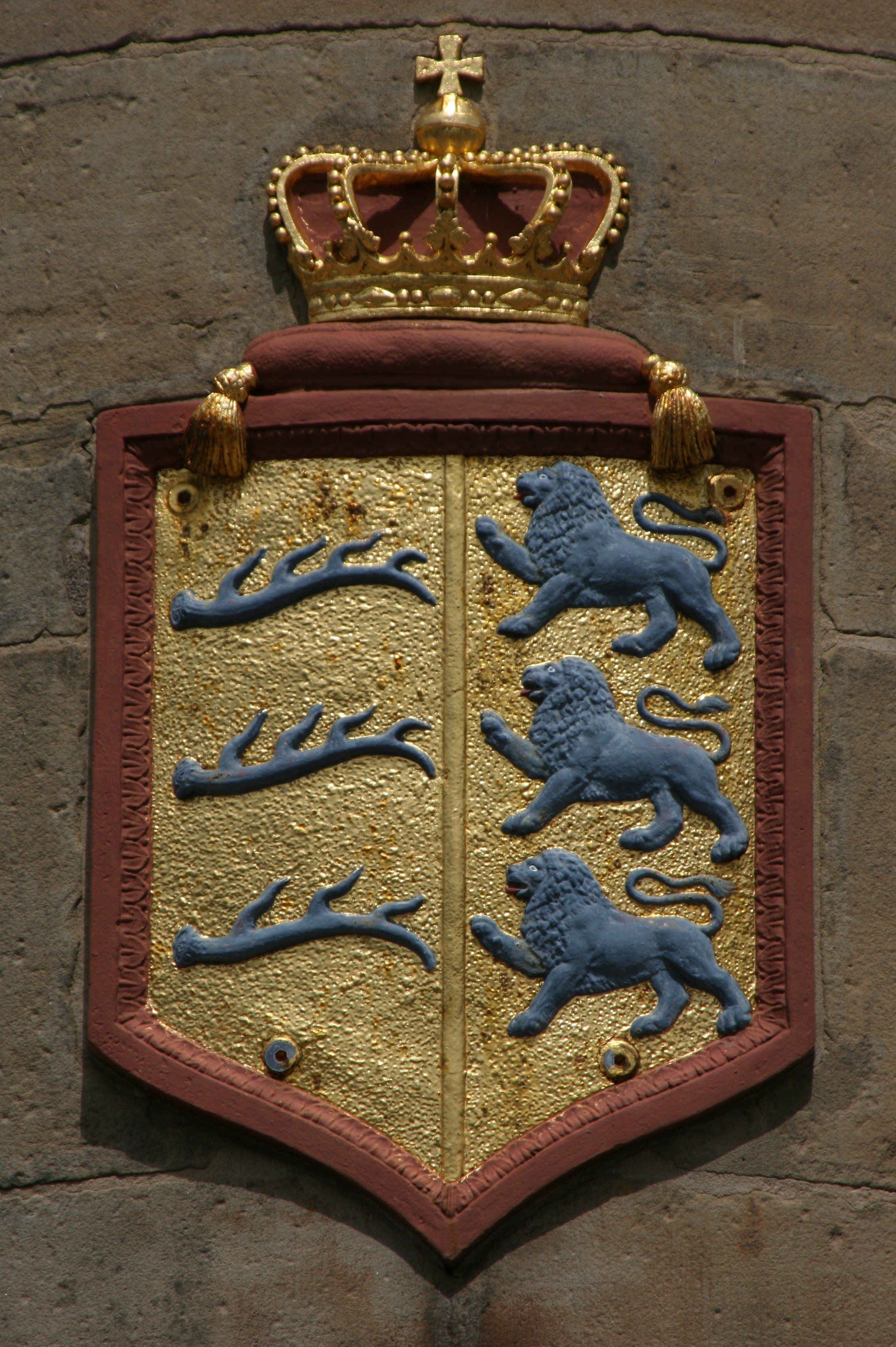
Herzschild an der Jagstbrücke Hohebach von 1810

### Das Wappen ab 1817
War in der bisherigen Geschichte das Wappen bei jeder Änderung umfangreicher geworden, so trat 1817 erstmals eine Minderung ein. Friedrichs Nachfolger als König, Wilhelm I., reduzierte nicht nur seinen Titel auf den eines „Königs von Württemberg“, sondern mit Dekret vom 30. Dezember 1817 auch das Wappen, das im Wesentlichen auf den bisherigen Herzschild reduziert wurde. Das Dekret legte als größeres Wappen einen ovalrunden, mit goldenem Eichenkranz umwundenen Schild fest, auf dem ein Helm und eine Krone saßen; die Schildhalter blieben (ohne Reichssturmfahne) bestehen und standen nun auf einem rot-schwarzen Band mit goldener Inschrift „Furchtlos und trew“. Im kleineren Wappen fielen Schildhalter, Spruchband und Helm weg, und der Schild war mit einem Lorbeer- und Palmzweig umkränzt.
Die Farben des Spruchbands entsprachen zugleich den Landesfarben Schwarz-Rot, die ein Jahr zuvor, per Dekret vom 26. Dezember 1816, eingeführt worden waren. Sie lösten die erst am 14. Dezember 1809 eingeführten Farben Schwarz-Rot-Gold ab, durch die die seit Herzog Friedrich I. geltenden Hausfarben, das Mömpelgarder Rot-Gold, um das Schwarz der Hirschstangen ergänzt worden war; diese Änderung war nicht zuletzt vor dem Hintergrund geschehen, dass Trikoloren während der Vorherrschaft Frankreichs beliebt geworden waren. Nach den Befreiungskriegen war die damit verbundene revolutionäre Symbolik verpönt; jedoch waren Rot-Gelb nun auch die Landesfarben des neuen Nachbarn Baden, und Schwarz-Gelb waren die habsburgischen Farben, so dass als einzige zweifarbige Kombination Schwarz-Rot übrig geblieben war.
Im von Thouret stammenden Wappenentwurf war die rechte Vorderpranke des schildhaltenden Löwen rot gefärbt, später wurde dies teilweise auch auf die Vorderpranken der Löwen im Schild übertragen. Dies wurde mit einer Sage erklärt, die staufischen Löwen seien ursprünglich rot gewesen und erst nach der Hinrichtung Konradins, des letzten Staufers, schwarz geworden, was jedoch nachweislich nicht stimmt. Spätestens Ende des 19. Jahrhunderts wurden die Vorderpranken einheitlich schwarz tingiert.
Die Gestaltung des Wappens, in der zwei goldene Schildhälften aneinander stießen, wurde von Wappenkundlern oft kritisiert, so dass es im Laufe der Zeit nicht an Alternativvorschlägen mangelte. Letztlich blieb es jedoch bis zum Ende des Königreichs unverändert.

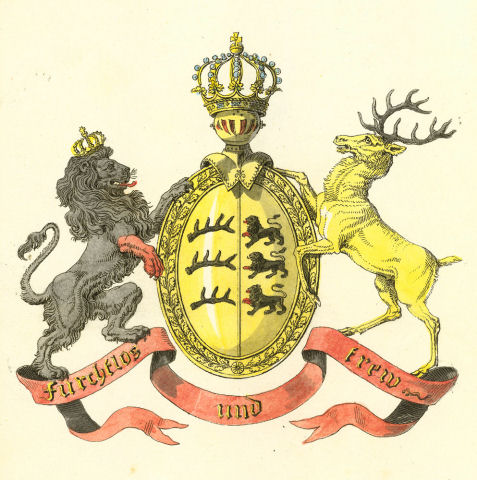
Größeres Wappen ab 1817 (Entwurf Thourets)
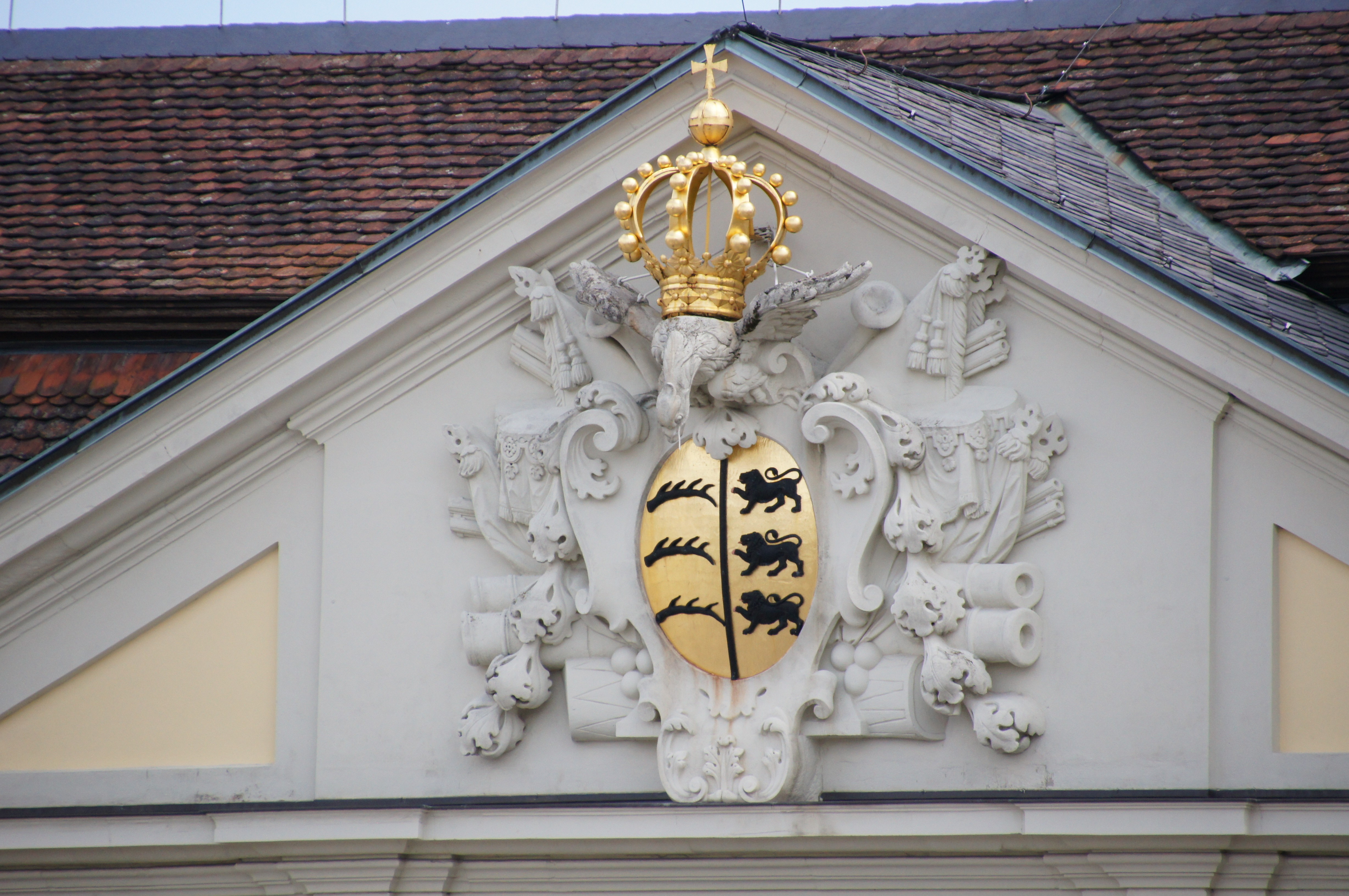
Wappen am Residenzschloss Ludwigsburg
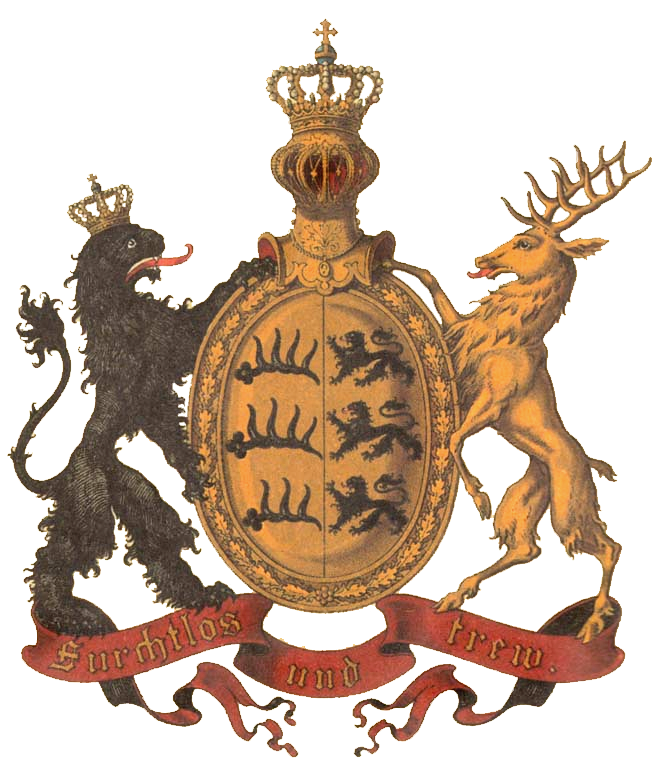
Größeres Wappen (Deutsche Wappenrolle)
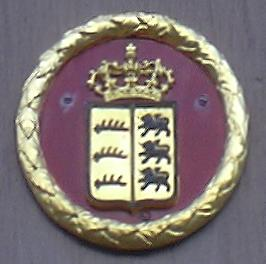
Kleineres Wappen am Amtsgericht Maulbronn
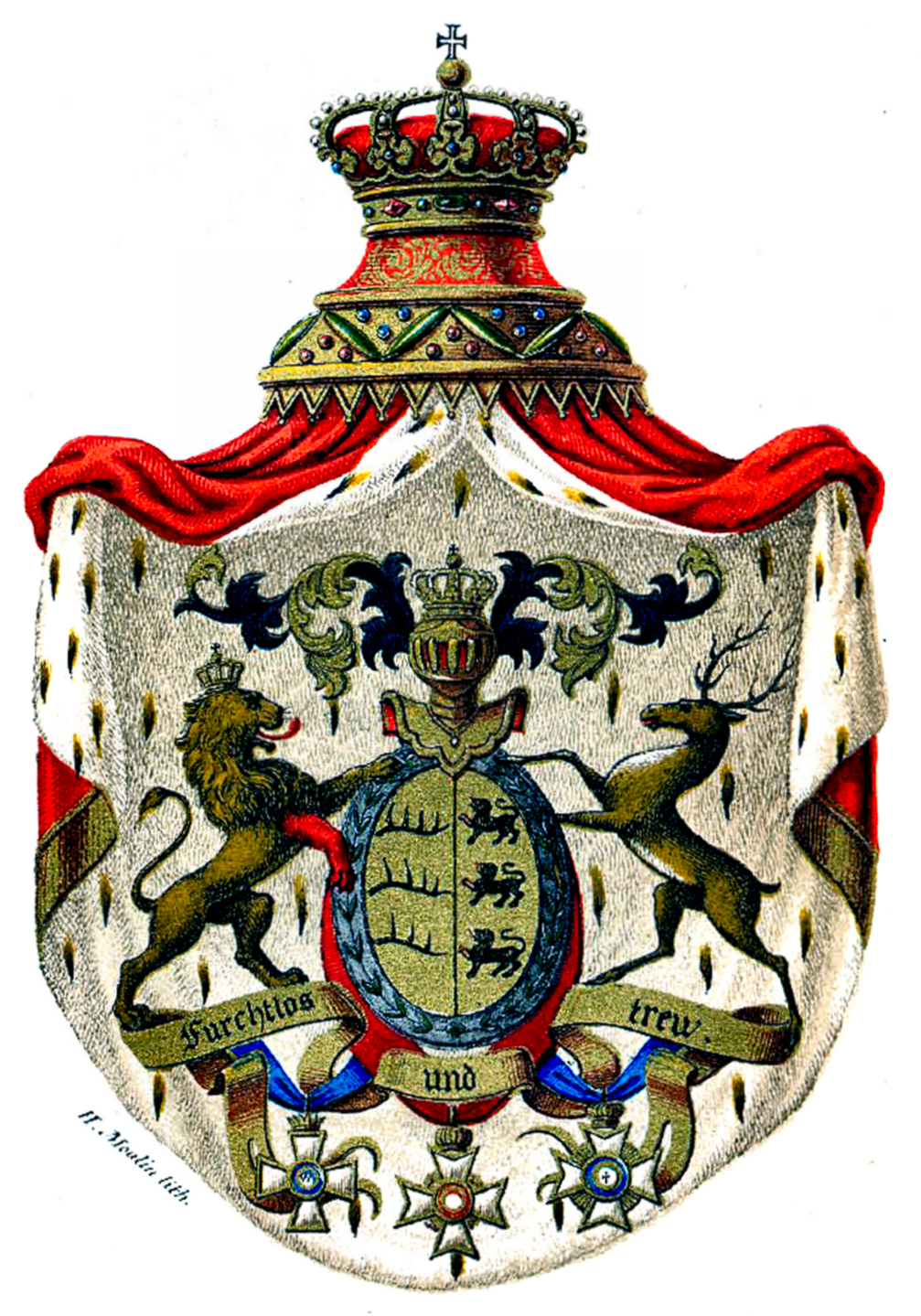
Armorial universel; précédé d’un traité complet de la science du blason (1844)

## Wappen des Landes Württemberg nach 1918
Im November 1918 dankte König Wilhelm II. ab, und der freie Volksstaat Württemberg wurde ausgerufen. Den geänderten Verhältnissen wurde mit einem neuen Wappen Rechnung getragen, das der Landtag am 20. Dezember 1921 verabschiedete. Das Gesetz, betreffend Farben und Wappen von Württemberg trat am 20. Februar 1922 in Kraft und legte ein geviertes Wappen fest, wobei Feld 1 und 4 gold mit drei liegenden schwarzen Hirschstangen waren, Feld 2 und 3 hingegen dreimal geteilt von Schwarz und Rot. Als Schildhalter fungierten zwei goldene Hirsche, an Stelle königlicher Insignien wurde der Wappenschild von einer „Volkskrone“ überhöht, die die demokratische Grundordnung nach dem Ende der Monarchie symbolisierte. Eine Bekanntmachung des Staatsministeriums unter dem gleichen Datum bestimmte eine Mustervorlage für die amtliche Verwendung des Wappens. Ministerien und oberste Landesbehörden sollten in ihren Siegeln das volle Wappen verwenden, alle übrigen Behörden nur den Wappenschild.
Die Gestaltung des Wappens war von dem Wunsch geleitet gewesen, den beibehaltenen Landesfarben Schwarz-Rot auch im Wappen Geltung zu verschaffen. Die Viertelung setzte sich gegenüber einem Entwurf durch, bei dem die Hirschstangen (in Gold) in einen schwarz-roten Schild gesetzt werden sollten, sah sich aber Kritik ausgesetzt, und zwar sowohl aus heraldisch-künstlerischen Gründen (kleinteilige Gestaltung) als auch aus politischen (Ablehnung eines neuen Wappens bzw. der neuen Staatsform an sich in konservativen Kreisen). Das Wappen fand daher im Landtag nur eine Mehrheit von 38:26 Stimmen.
Die Machtübernahme der Nationalsozialisten und die folgende Gleichschaltung der Landesregierungen blieben nicht ohne Auswirkungen auf das württembergische Wappen. Durch Gesetz und Bekanntmachung vom 11. August 1933 wurden Details des Wappens geändert und eine neue Mustervorlage festgesetzt. Während der Wappenschild selbst unverändert blieb, entfiel die Volkskrone, und die Schildträger standen nun auf einem Spruchband mit dem alten Motto „Furchtlos und trew“.

Wappen ab 1922
Wappen ab 1933

Nach dem Zweiten Weltkrieg wurde Württemberg entlang der Grenze von amerikanischer und französischer Besatzungszone geteilt; es entstanden die Länder Württemberg-Baden und Württemberg-Hohenzollern, die sich 1952 unter Einschluss Badens zu Baden-Württemberg vereinigten. Das württembergische Wappen blieb für Württemberg-Hohenzollern weiterhin in Gebrauch, während Württemberg-Baden ein neues Wappen schuf, das daraus die Hirschstangen und ein schwarz-rotes Streifenpaar übernahm.

## Württembergische Spuren in heutigen Wappen
Das neue Bundesland Baden-Württemberg griff bei seiner Wappenwahl auf die Löwen der Staufer zurück. Obwohl diese bereits im württembergischen Königswappen gestanden hatten, galten sie als geeignet, ganz Baden-Württemberg zu repräsentieren, da die Staufer als Herzöge von Schwaben einst über den größten Teil des Landes geherrscht hatten. Im großen Landeswappen dient ein Hirsch als Schildhalter, und eine der Plaketten in der Schildkrone zeigt das Stammwappen Württembergs mit den drei Hirschstangen.
In der Kommunalheraldik erinnern Hirschstangen vielfach an die ehemalige Zugehörigkeit von Gemeinden und Landkreisen zu Württemberg (siehe dazu ausführlich den Artikel Hirschstange). Die ehemalige Ausdehnung württembergischer Herrschaft wird auch in den Wappen der elsässischen Gemeinden Andolsheim und Riquewihr (Reichenweier), der Stadt Montbéliard (Mömpelgard) in der Franche-Comté und der oberschlesischen Gemeinde Pokój (Carlsruhe O/S) dokumentiert. Die Wappen der Städte Freudenstadt und Ludwigsburg, die im 17. bzw. 18. Jahrhundert als herzogliche Neugründungen entstanden, sind ganz oder teilweise den herzoglichen Wappen entnommen: Freudenstadt zeigt die mömpelgardischen Barben, Ludwigsburg die 1336 mit der Grafschaft Grüningen erworbene Reichssturmfahne.
Weltweit bekannt dürfte das Wappen des Automobilherstellers Porsche sein, welches das nach 1922 gültige Landeswappen mit dem Stadtwappen des Firmensitzes Stuttgart verbindet und seit 1953 in Gebrauch ist. Beispielhaft für die Verwendung württembergischer Symbolik durch Sportvereine seien die Hirschstangen im Logo des VfB Stuttgart genannt.

Großes Landeswappen Baden-Württembergs
Wappen des Landkreises Ludwigsburg mit Grüninger Reichsadler und Württemberger Hirschstange
Wappen der Stadt Ludwigsburg mit der von Grüningen stammenden Reichssturmfahne
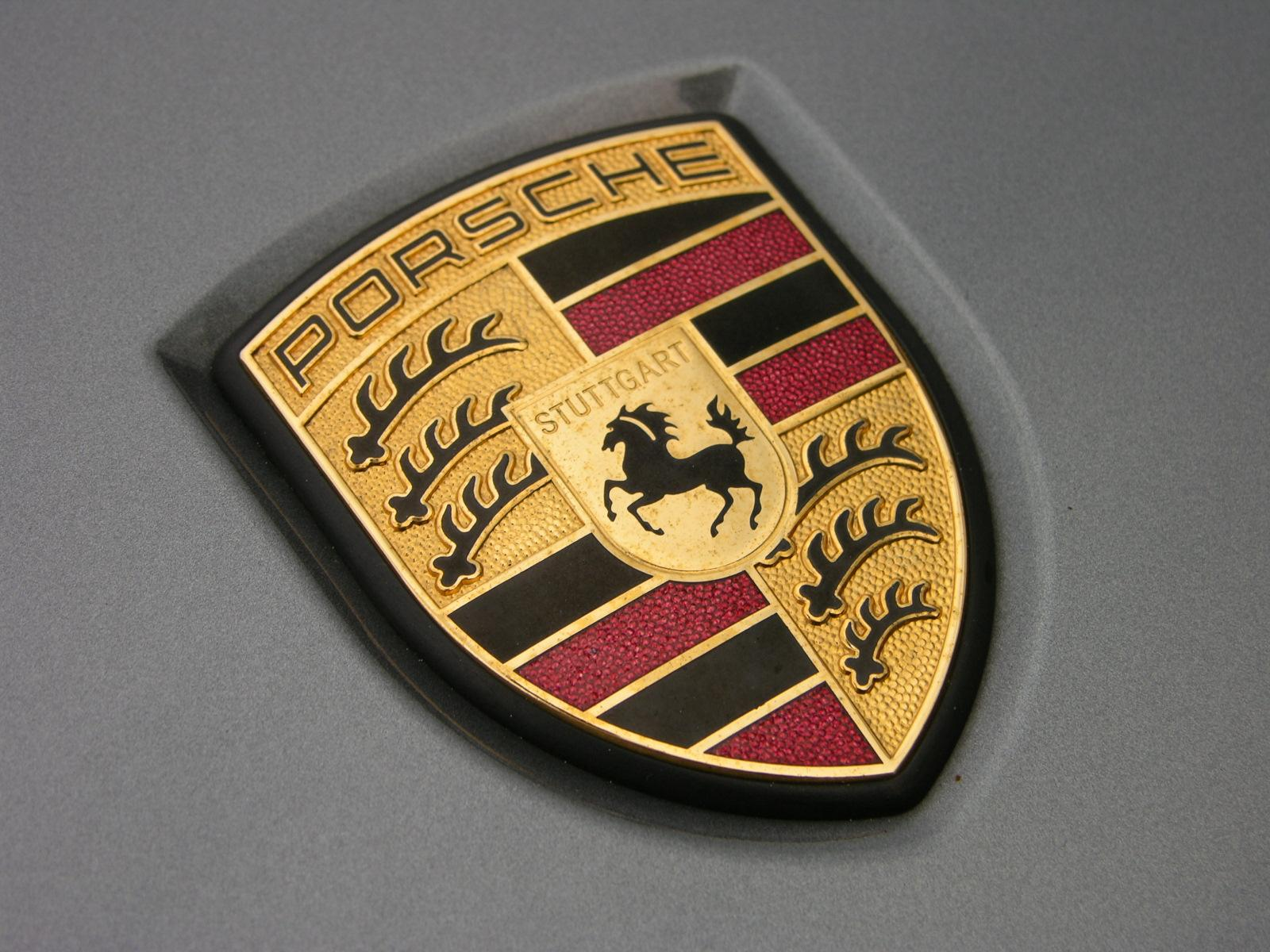
Porsche-Logo mit Hirschstangen und Farben Württembergs sowie dem Stuttgarter Rössle im Herzschild
Emblem des VfB Stuttgart mit drei abstrahierten Hirschstangen

## Weitere Informationen